# Суханов, Сергей Иванович
Сергей Иванович Суханов (4 декабря 1930, Ишеево, Апастовский район, Татарская АССР — 2 января 1986, Свердловск) — советский легкоатлет, выступавший в беге на средние дистанции. Участник летних Олимпийских игр 1956 года. Мастер спорта СССР (1955).

## Биография
Родился 4 декабря 1930 года в селе Ишеево Апастовского района Татарской АССР.
Учился в Свердловском техникуме физической культуры, где и начал заниматься лёгкой атлетикой. Срочную службу в Советской армии проходил в Уральском военном округе. Продолжал тренироваться под руководством заслуженного мастера спорта СССР Анатолия Борина.
Отличаясь хорошей физической подготовкой, постепенно улучшал технику. Несколько раз выигрывал первый этап эстафеты на приз газеты «Уральский рабочий». Входил в сборную Советской армии по лёгкой атлетике, в составе которой стал рекордсменом мира в эстафете 4х800 метров.
Выступал в легкоатлетических соревнованиях за СКА из Свердловска. В 1953 году в составе сборной РСФСР, за которую также выступали Лев Шупилов, Юрий Рябинкин и Ардалион Игнатьев, завоевал золотую медаль чемпионата СССР в эстафете 4х400 метров. В 1954 году повторил успех в составе сборной Советской Армии, выступая вместе с Георгием Ивакиным, Олегом Агеевым и Юрием Литуевым.
В 1956 году вошёл в состав сборной СССР на летних Олимпийских играх в Мельбурне. В беге на 1500 метров занял 7-е место в полуфинале, показав результат 3 минуты 52,96 секунды и уступив 4,16 секунды попавшему в финал с 4-го места Гуннару Нильсену из Дании.
Мастер спорта СССР (1954).
После окончания выступлений продолжал служить в Уральском военном округе. Был одним из лучших методистов свердловского СКА. Был награждён несколькими медалями. Демобилизовался в звании майора.
Умер 2 января 1986 года в городе Свердловске. Похоронен на Северном кладбище.

## Личный рекорд
- Бег на 1500 метров — 3.45,0 (1956)[4]

## Память
Занесён в Книгу памяти Министерства по физической культуре и спорту Свердловской области под № 103.